# Stare Koszary
Stare Koszary (ukr. Старі Кошари) – wieś w rejonie kowelskim obwodu wołyńskiego, założona w 1595 r. W II Rzeczypospolitej miejscowość była siedzibą gminy wiejskiej Stare Koszary w powiecie kowelskim województwa wołyńskiego. Wieś liczy 479 mieszkańców.
Znajdują tu się przystanki kolejowe Kruhy, Koszary i Depo, położone na linii Kowel – Jagodzin.